# Gauthier III Berthout
Pour les articles homonymes, voir Maison Berthout et Berthout.
Gauthier III Berthout (†ca.1202), est un membre de la noblesse féodale du duché de Brabant qui vécut entre la fin du XIIe siècle et le début du XIIIe siècle. Il hérita de son père la seigneurie de plusieurs terres, constituées principalement des pays situés autour de Malines et du pays d'Arckel. Il fut également l'avoué du chapitre de la cathédrale Saint-Rombaut à Malines.

## Biographie
Gauthier est le fils de Gauthier II Berthout et de Margareth de Grimbergen. À la mort de son père, en 1180, il hérite des possessions familiales constituées principalement des pays situés autour de Malines et du pays d'Arckel. À l'époque, la seigneurie de Malines, propriété des évêques de Liège enclavée dans le duché de Brabant, échappe encore à son contrôle. Avec le soutien du duc Henri de Brabant, Gauthier acquiert une influence grandissante dans la ville de Malines et finit, aux alentours de l'an 1200, par s'y faire désigner avoué du chapitre de la cathédrale Saint-Rombaut,.
On ne connaît pas avec précision la date de sa mort, qui serait intervenue aux alentours de l'an 1202,.

## Filiation
Gauthier se marie à Guda de Bretagne,. Ils eurent trois fils : 
- Gauthier IV Berthout (†1219), qui succède à son père vers 1202[1],[2],[3] ;
- Gilles ou Egide († après 1223)[1],[6] ;
- Henri, surnommé de Duffel (dont le neveu, également appelé Henri, reprendra le titre) et qui accompagnera Gauthier IV lors de la cinquième croisade[6].